# Tekla Griebel Wandall
Tekla Griebel Wandall (26. februar 1866 – 28. juni 1940) var en dansk komponist og musiklærer.
Fra hun var omkring syv år, havde faderen givet hende lidt klaverundervisning og spillet kammermusik med hende, og senere modtog hun sangundervisning. Som 15-årig blev hun optaget på Tegneskolen for Kvinder, hvor hun i løbet af de næste fem år uddannede sig som figurtegner.
Men det var musikken, der interesserede hende mest, og i 1886 skrev hun sin første opera, Don Juan de Marana, der dog kun er opført én gang i en koncertversion i 1931. Allerede som 16-årig havde Tekla Griebel Wandall klaverelever, og i årene 1889-1891 studerede hun sang, klaver, komposition og teori ved Det Kongelige Danske Musikkonservatorium med bl.a. Jørgen Malling og Orla Rosenhoff som lærere.
I 1896 var hun på et studieophold i Dresden finansieret af veninden og komponisten Nicoline Leth. I 1902 blev hun gift med teolog og forfatter Hans Frederik Wandall, der ikke havde noget fast arbejde. Det var der i høj grad Tekla Griebel Wandall der måtte forsørge familien gennem sin undervisning. Hun var lærer for bl.a. operasangeren Peter Cornelius og pianisten Ellen Gilberg. Dette forhold reducerede hendes mulighed for at komponere. Det lykkedes hende dog at skrive i alt 103 kompositioner spændende fra sange og små klaverstykker til kantater og operaer. Desuden skrev hun musikteoretiske værker og en roman. Et lyspunkt i de sene år blev kontakten til den velhavende Alice Shaw, der var en af hendes elever og i et vist omfang også blev hendes mæcen. Shaw finansierede i 1928 udgivelsen af fire hæfter med hendes kompositioner.
Musikken var overvejende i et senromantisk tonesprog. Hendes styrke og forkærlighed var den dramatiske musik. Størstedelen af hendes musik er vokalmusik, og ikke blot operaerne, men også hendes første sange viser en trang til at understrege teksten ekspressivt-dramatisk, hvor også akkompagnementet karakteriserer de hyppigt vekslende stemninger, både med hensyn til tempo, dynamik, vekslende figurer og farverig harmonik.

## Værker (ikke komplet)
- Fem Sange (ca. 1893 – et hæfte af i alt fem)
- Skjøn Karen (opera 1894)
- I Rosentiden (ballet 1895)
- Musikalsk Børnehave (1898)
- Fred (kantate 1899)
- Musikteori i korte Træk (1900)
- Naar vi døde vaagner (skuespil 1901)
- Musikteori for Sangere (1905)
- Kantate ved genforeningsfesten for sønderjyske kvinder 1920
- Gækken og Narren (sang 1925)
- Hrane (opera 1925)
- Klaverkompositioner I (et af i alt fire hæfter 1928)

- Tonernes Mikrokosmos (harmonilære)
- Folkelig Fædrelandssang (flere udgaver)
- Folkevise-Album for de förste Begyndere i Klaverspil
- Nocturne (Le Rossignol) for Sopran og Klaver

- Rigmor Vording (roman 1915)